# Братцево (станция)
Бра́тцево — бывшая железнодорожная станция (изначально — телеграфный пост) Малого кольца Московской железной дороги в Москве.
Название получила от села Братцева на реке Сходне (хотя и располагавшегося на большом отдалении, более 6 км, от станции). Сменила статус с телеграфного поста на полноценную станцию предположительно около 1910 года. Существовали здание поста, одноэтажное с двухэтажной башенкой, и жилой дом для работников, построенные по индивидуальным проектам. Здание поста было уничтожено при немецкой бомбардировке Москвы 22 июля 1941 года. После войны на том же месте было выстроено новое кирпичное здание, приблизительно воспроизводившее стиль построек МОЖД. Неизвестно, сохранились ли в нём какие-то элементы дореволюционного здания. Жилой дом сохранился на территории завода «Авангард» (современный адрес: Новопетровский проезд, 33, корпус 87). Признан объектом культурного наследия в составе ансамбля МОЖД.
Располагалась на границе районов Войковский и Коптево. Над северо-восточной горловиной станции проходит улица Клары Цеткин, над юго-западной — Ленинградское шоссе.
От станции изначально существовали несколько подъездных путей к окружающим заводам и складам, сейчас они либо разобраны, либо заброшены. Ранее существовала соединительная ветвь № 30 на Рижское направление МЖД, к станции Покровское-Стрешнево.
Часть путей в 2000-е годы была разобрана.
С 2005 года станция находится на консервации. Убраны стрелки с главных путей. С приёмо-отправочных путей демонтированы сигналы.
18 ноября 2008 года станция закрыта для всех операций с исключением из Тарифного Руководства.
В 2015—2016 года на перегоне Серебряный Бор — Лихоборы на месте бывшей западной горловины станции Братцево построен остановочный пункт (платформа) Балтийская с переукладкой главных путей и строительством станционных. Ныне путевое развитие на месте станции Братцево является нечётным парком Братцево станции Лихоборы, где на семи дополнительных путях происходит отстой электропоездов МЦК.